# Tour First
Tour First (v letech 1974–1998 Tour UAP, v letech 1998–2007 Tour AXA) je mrakodrap nacházející se na předměstí Paříže ve čtvrti La Défense.
Věž byla postavena v roce 1974 firmou Bouygues pro pojišťovnu UAP. Budova byla v této době vysoká 159 m. Její půdorysný má tvar v podobě třícípé hvězdy, jejichž větve byly odděleny úhlem 120°. Tento zvláštní tvar byl vybrán jako symbol spojení tří francouzských pojišťoven, které byly na počátku UAP. Když byla UAP koupena pojišťovnou AXA v roce 1996, byla budova přejmenována na AXA Tour.
Rozsáhlé rekonstrukce věže byly zahájeny v roce 2007 a byly dokončeny v roce 2011. Vnější vzhled budovy se zcela změnil. Zrekonstruovaná budova, nyní známá jako Tour First, s výškou 225 m (střecha) či 231 m (včetně stožáru) má celkovou podlahovou plochou 86 707 m² a v současné době je nejvyšším mrakodrapem ve Francii.

## Galerie

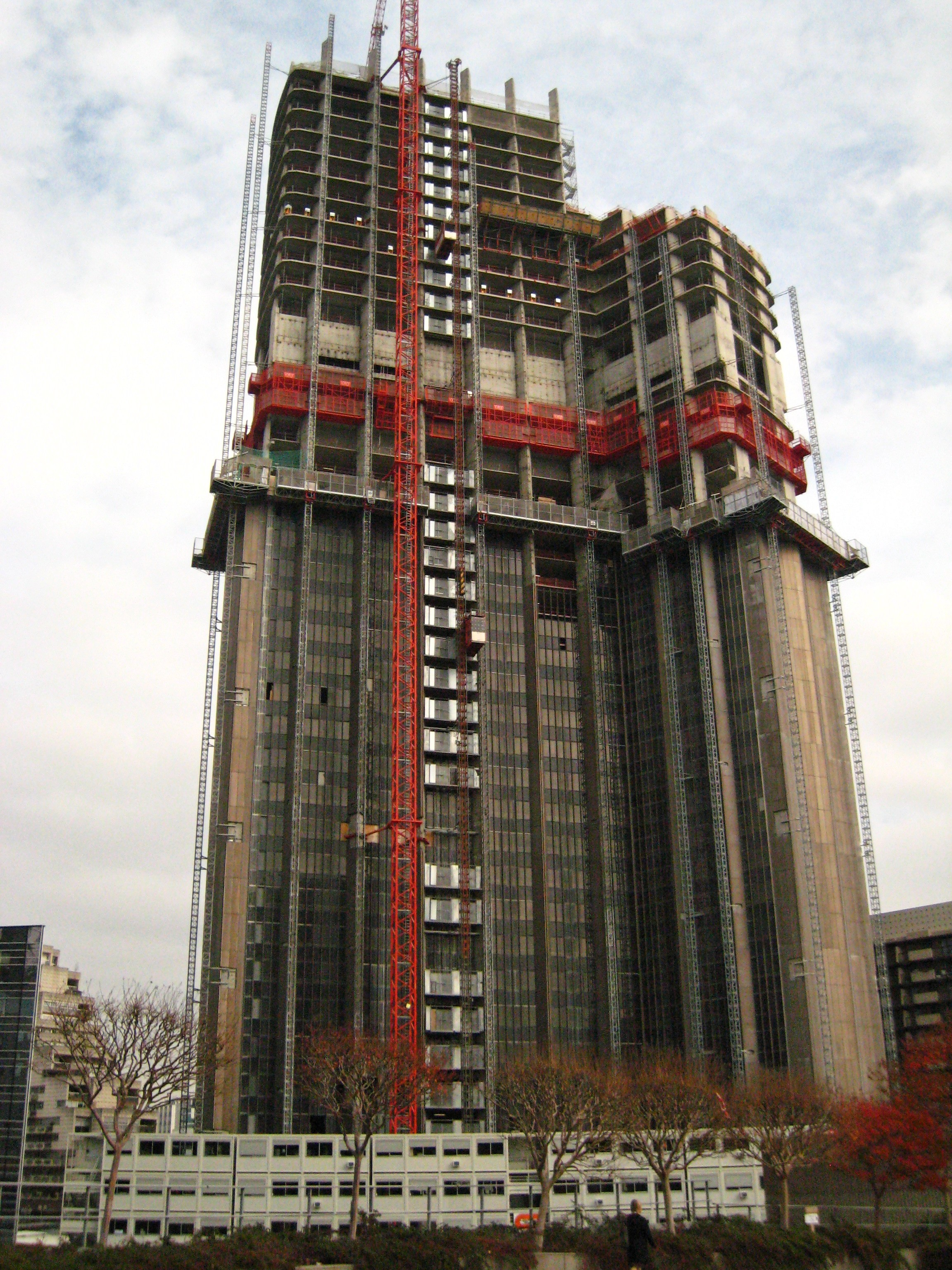
Výstavba na jihozápadní straně (říjen 2008)
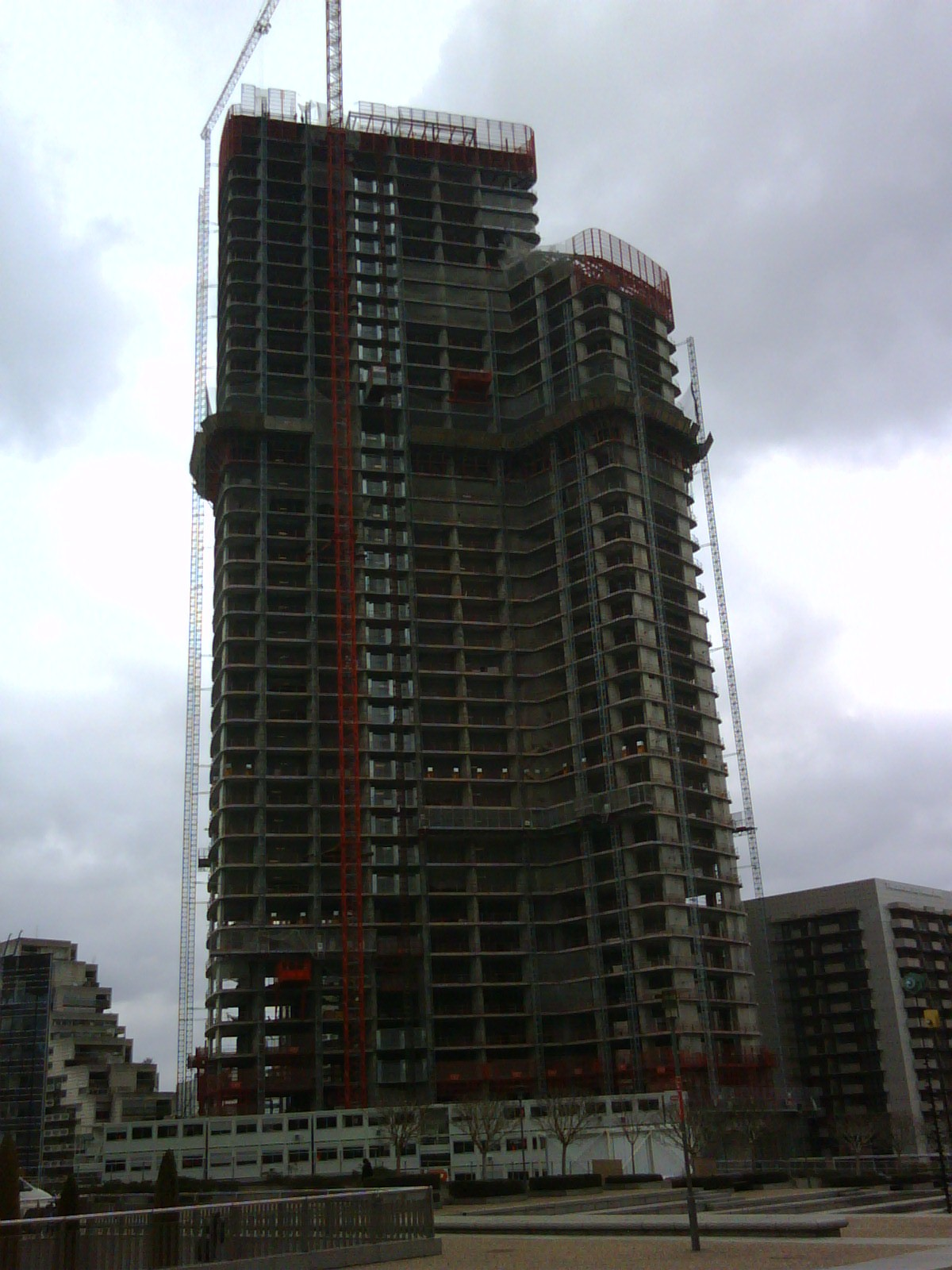
Výstavba na jihozápadní straně (březen 2009)